# Hestenesøyra
Hestenesøyra – wieś w zachodniej Norwegii, w okręgu Sogn og Fjordane, w gminie Gloppen. Wieś leży u ujścia rzeki Storelva, na brzegu fiordu Hyefjorden, przy norweskiej drodze krajowej nr 615. Hestenesøyra znajduje się 15 km na północ od miejscowości Hyen i około 17 km na północny zachód od centrum administracyjnego gminy – Sandane. 
Miejscowość była dawniej ważnym miejscem handlowym i węzłem komunikacyjnym w rejonie Nordfjord, a także miejscem dużych targów handlowych. Zabudowa przy nabrzeżu świadczy o handlowym i komunikacyjnym znaczeniu wsi przez wiele pokoleń. Handel zaczął zamierać w połowie lat osiemdziesiątych, a usługa promowa, która znajdowała się w Hestenesøyra – została zamknięta około roku 1970.